# マティーセンの規則
マティーセンの規則（マティーセンのきそく）とは、イギリスの物理学者アウグストゥス・マティーセンが発見した、電気抵抗についての規則。電気抵抗が発生する原因となる散乱機構が2個以上ある場合、その抵抗の値は各々の散乱機構が単独で存在した場合の抵抗の和となるという規則である。格子散乱の大きな物体では、本規則から大きく外れる場合がある。